# Benoît Cabello
Pour les articles homonymes, voir Cabello.

a Compétitions nationales et continentales officielles uniquement.

b Matchs officiels uniquement.
Dernière mise à jour le 13 août 2025.
Benoît Cabello, né le 27 février 1980 à Perpignan (Pyrénées-Orientales), est un joueur français de rugby à XV qui évolue au poste de talonneur.

## Carrière
Benoît Cabello, originaire des Pyrénées-Orientales, est formé avec le club de Bages, puis avec l'ES Catalane. Il rejoint ensuite la région parisienne, et commence sa carrière avec le Racing Métro 92, puis le Stade français.
Il lance véritablement sa carrière en 2003, lorsqu'il rejoint le CS Bourgoin-Jallieu,. Il joue cinq saisons avec cette équipe, et dispute 123 matchs.
En 2006, il joue deux rencontres avec l'équipe de France A.
En 2008, il s'engage avec l'ASM Clermont. Avec ce club, il participe à la finale du championnat perdue en 2009, puis à celle gagnée en 2010. Doublure de Mario Ledesma, il est remplaçant lors de ces deux matchs. Il est essentiellement un joueur de rotation lors de son passage à Clermont, derrière des joueurs comme Ledesma, Benjamin Kayser ou Ti'i Paulo.
Lors de la saison 2010-2011, il est prêté au CA Brive.
En novembre 2010, il est invité avec les Barbarians français pour jouer un match contre les Tonga au Stade des Alpes à Grenoble. Ce match est aussi le jubilé de Jean-Baptiste Elissalde. Les Baa-Baas s'inclinent 27 à 28.
Il quitte Clermont en 2014, et retourne dans sa région d'origine pour jouer avec l'USA Perpignan, récemment relégué en Pro D2,. Il met un terme à sa carrière professionnelle en juin 2015,.

## Palmarès
- Vainqueur du Championnat de France en 2003[N 1] avec le Stade français CASG et en 2010 avec l'ASM Clermont.
- Finaliste du Championnat de France en 2009 avec l'ASM Clermont Auvergne.